# Епархия Жэхэ

 Епархия Жэхэ  (лат. Dioecesis Geholensis) — епархия Римско-Католической церкви с центром в городе Цзиньчжоу, Китай. Епархия Жэхэ входит в митрополию Шэньяна. С 1971 года кафедра епархии Жэхэ является Sede vacante.

## История
21 декабря 1883 года Святой Престол учредил апостольский викариат Восточной Монголии, выделив его из апостольского викариата Монголии (сегодня — Епархия Чунли-Сиваньцзы).
В 1922 году апостольский викариат Восточной Монголии передал часть своей территории новой апостольской префектуре Чифэна (сегодня — Епархия Чифэна).
3 декабря 1924 года апостольский викариат Восточной Монголии был переименован в апостольский викариат Жэхэ.
9 июля 1928 года и 2 августа 1929 года апостольский викариат Жэхэ передал часть своей территории миссии Sui iuris Цикихара и апостольской префектуре Шепинкая (сегодня — Епархия Сыпинцзе).
11 апреля 1949 года Римский папа Пий XII издал буллу «Quotidie Nos», которой преобразовал апостольский викариат Жэхэ в епархию.

## Ординарии епархии
- епископ Conrad Abels (5.07.1897 — 1942)
- епископ Louis Janssens (4.02.1942 — 9.01.1948)
- епископ Joseph Julian Oste (9.04.1948 — 19.01.1971)
  - Sede vacante (с 19.01.1971 – по настоящее время)

## Источник
- Annuario Pontificio, Libreria Editrice Vaticana, Città del Vaticano, 2003, ISBN 88-209-7422-3
- Булла Quotidie Nos, AAS 38 (1946), p. 301  (лат.)